# Leben Jesu (Bieuzy)

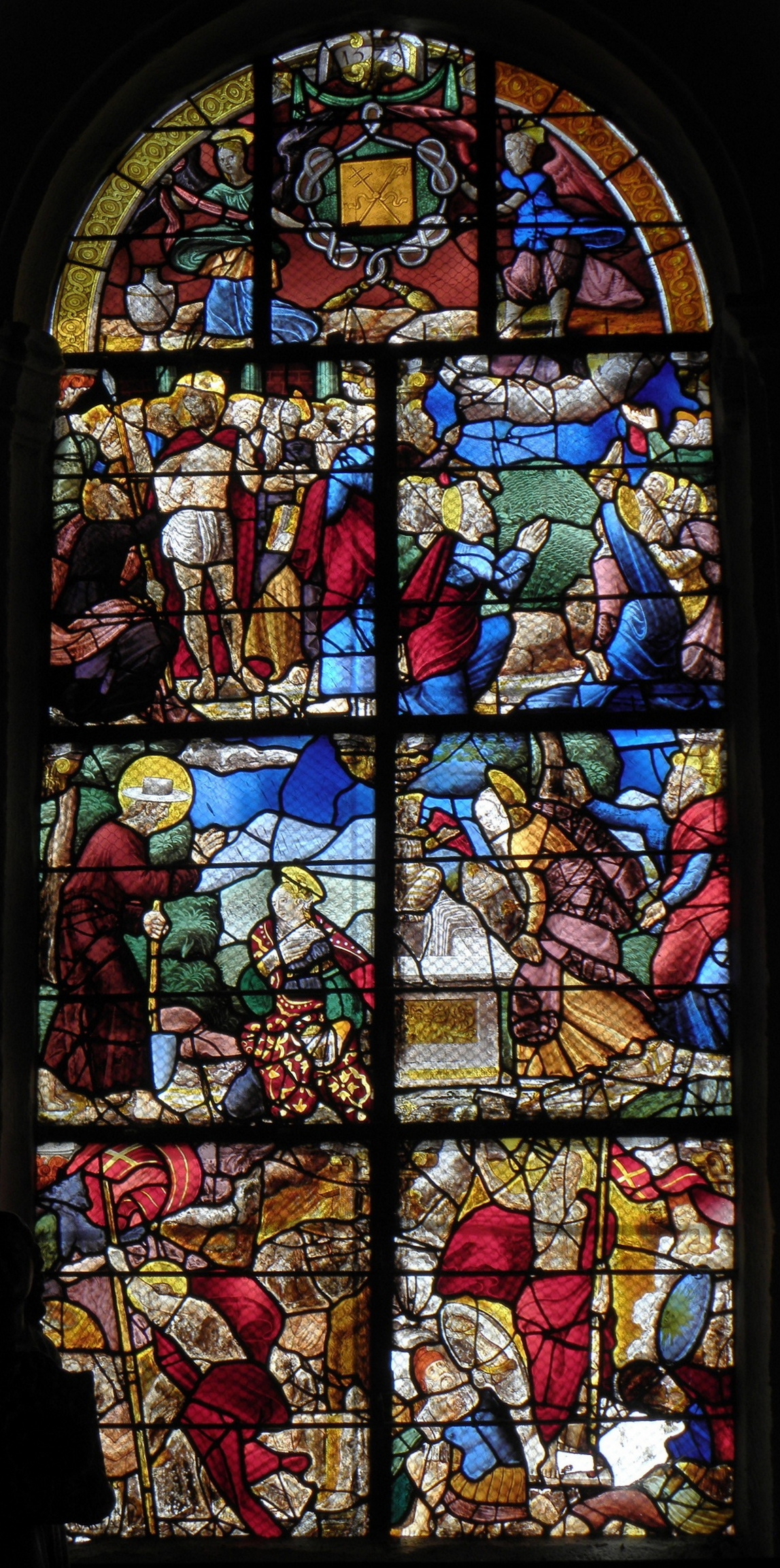
Fenster Leben Jesu in Bieuzy

Das Fenster Leben Jesu in der katholischen Pfarrkirche Notre-Dame in Bieuzy, einem Gemeindeteil der 2019 gegründeten französischen Gemeinde Pluméliau-Bieuzy im Département Morbihan in der Region Bretagne, wurde im letzten Viertel des 16. Jahrhunderts geschaffen. Das Bleiglasfenster wurde 1912 als Monument historique in die Liste der geschützten Objekte (Base Palissy) in Frankreich aufgenommen.
Das circa 2,30 Meter hohe und circa 1,50 Meter breite Fenster im Chor wurde von einer unbekannten Werkstatt geschaffen. Es zeigt fünf Szenen aus dem Leben Jesu.  
Neben dem Passionsfenster sind zwei weitere Fenster aus der Zeit der Renaissance in der Kirche erhalten (siehe auch: Passionsfenster (Bieuzy) und Kreuzigungs- und Grablegungsfenster (Bieuzy)).

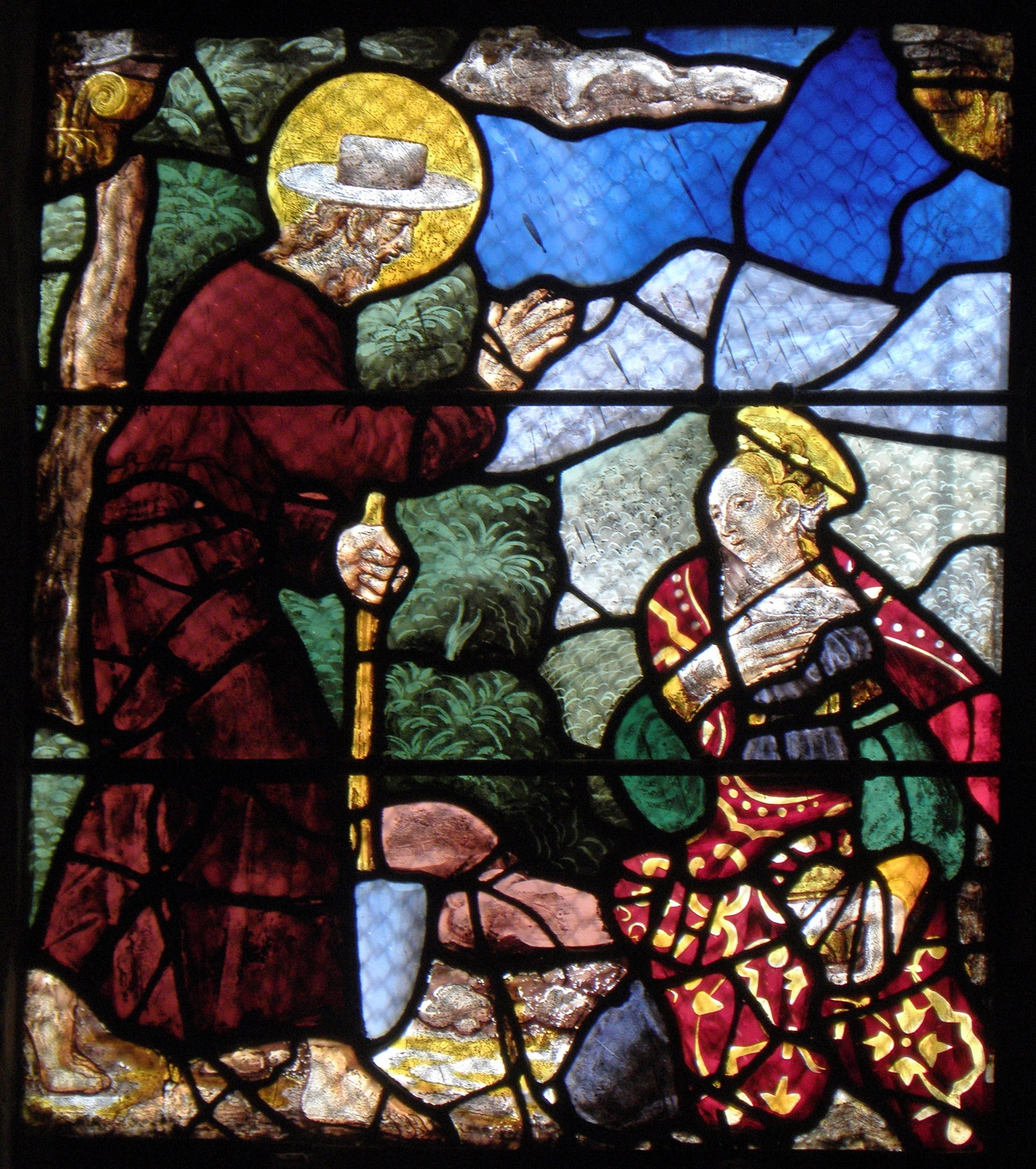
Noli me tangere
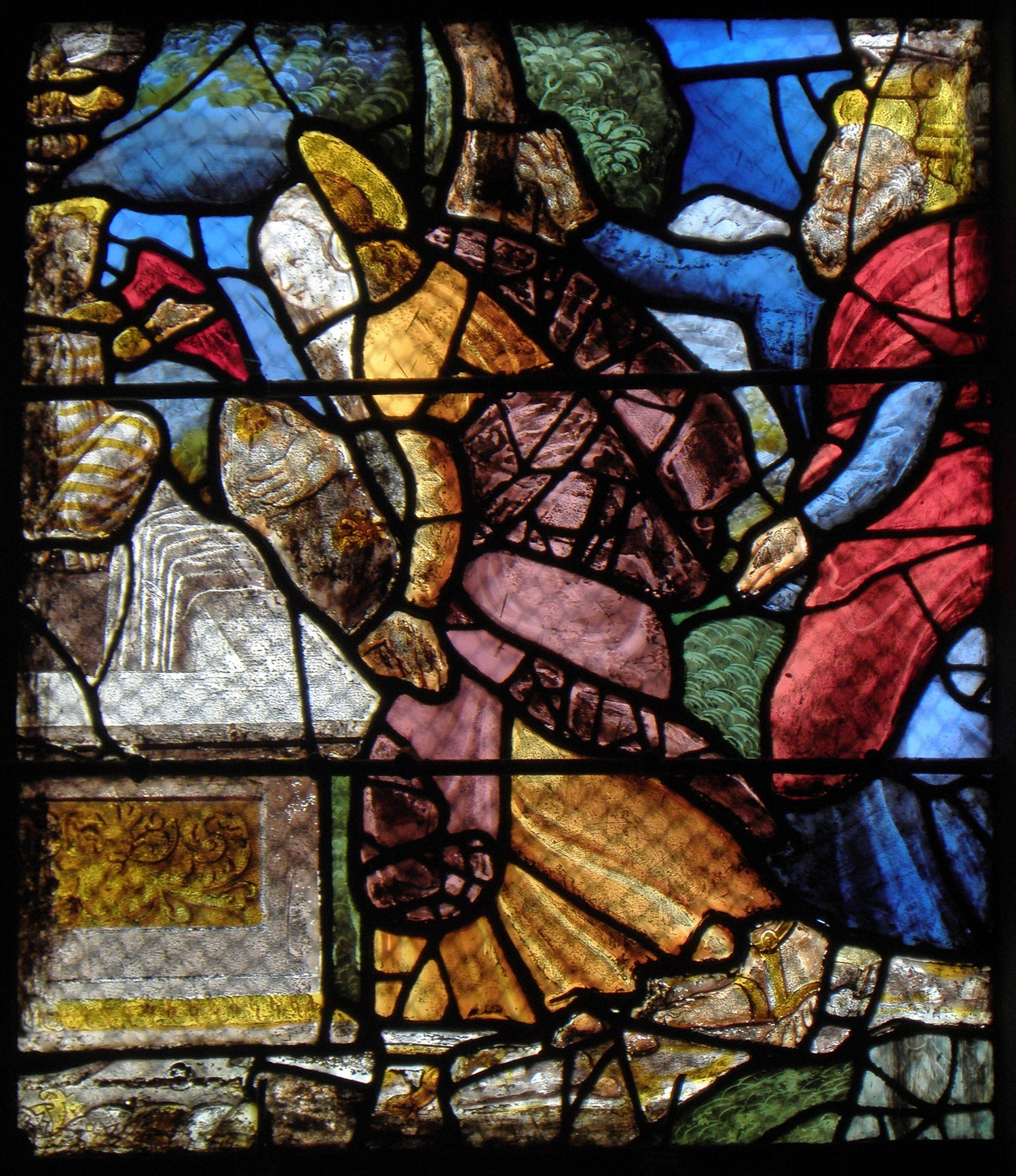
Eine Heilige und Petrus vor dem leeren Grab Jesu
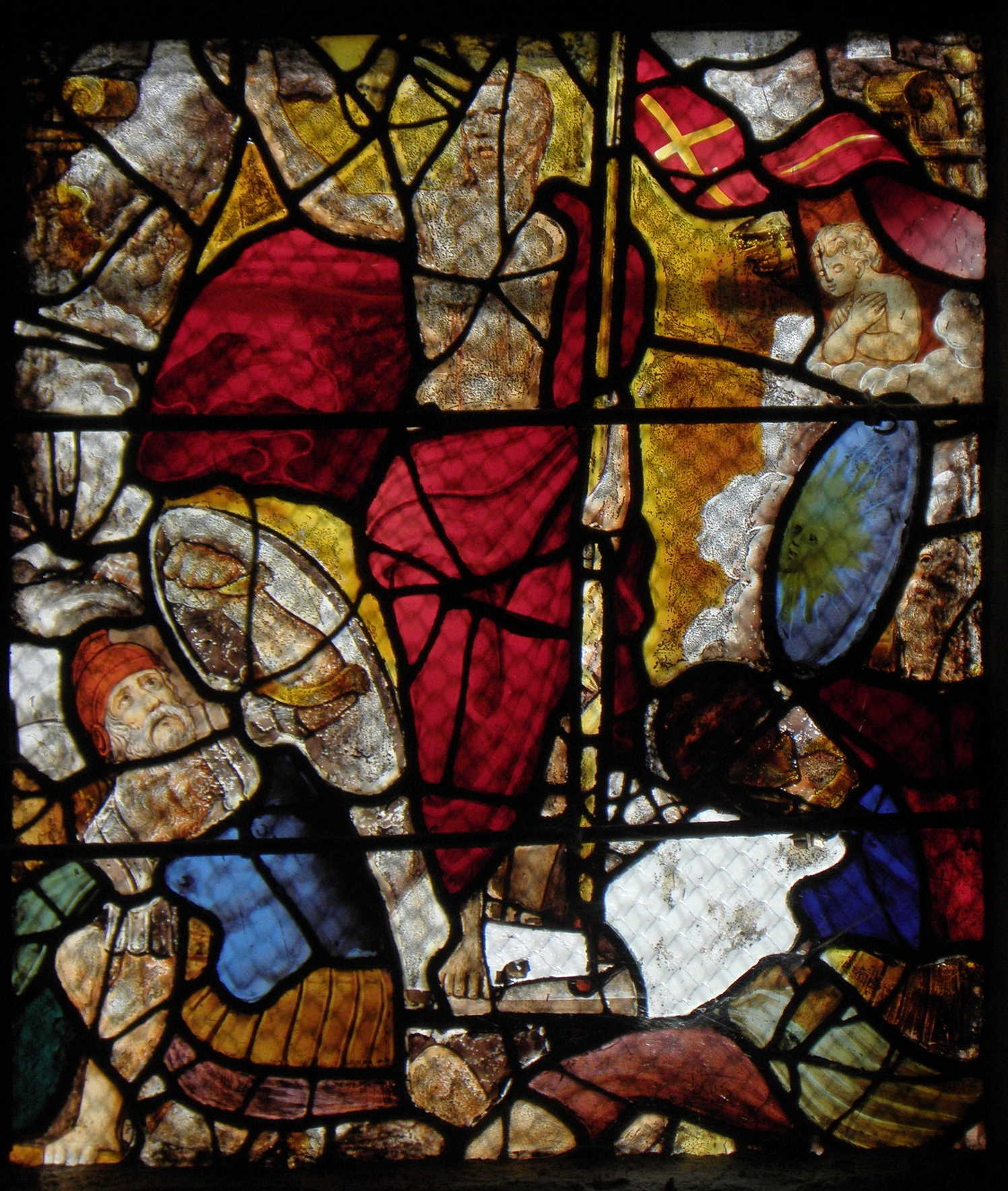
Auferstehung Jesu Christi

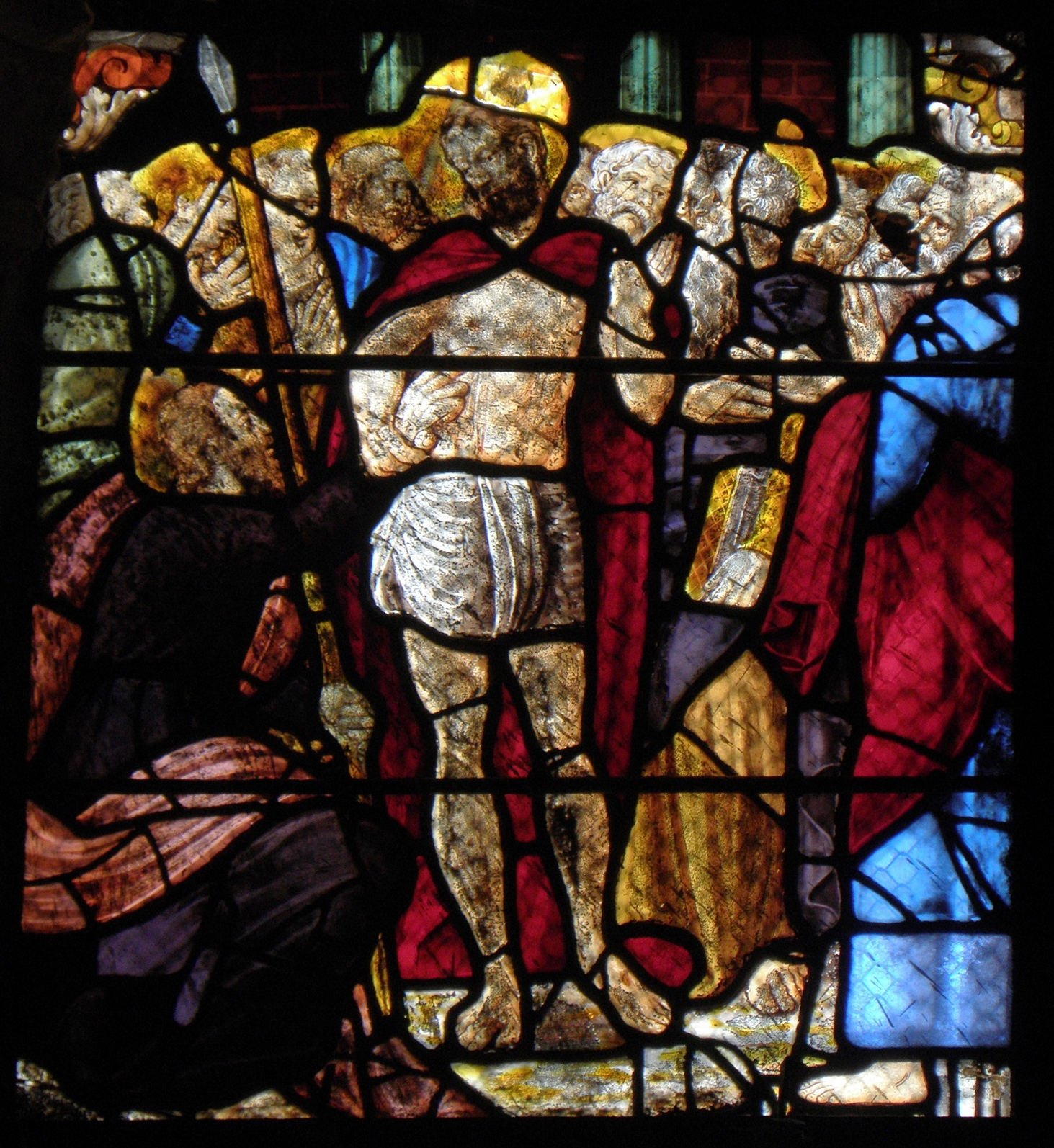
Ungläubiger Thomas
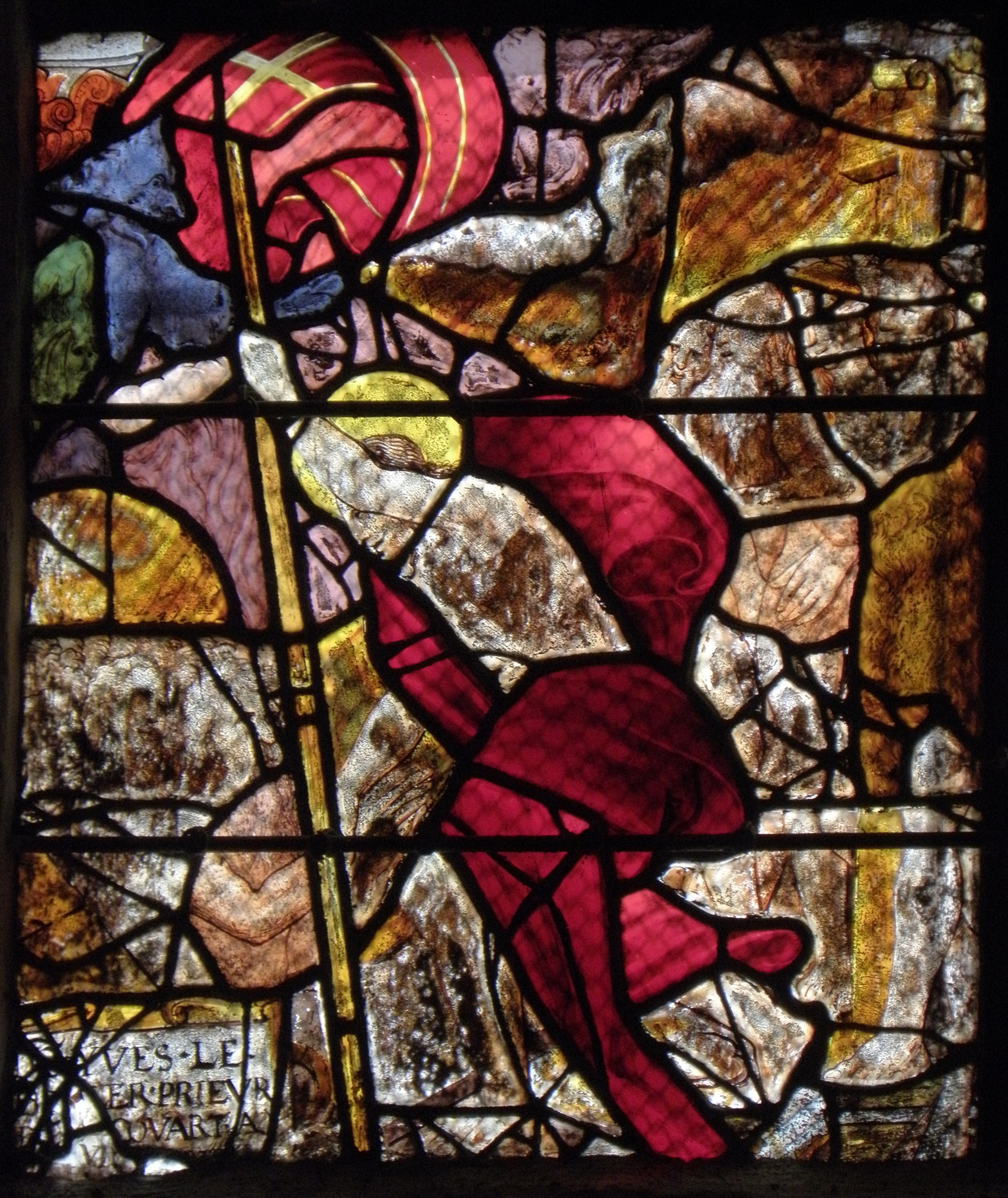
Abstieg Christi in die Unterwelt